# Grayling (Míchigan)
Grayling es una ciudad ubicada en el condado de Crawford en el estado estadounidense de Míchigan. En el Censo de 2010 tenía una población de 1884 habitantes y una densidad poblacional de 356,58 personas por km².

## Geografía
Grayling se encuentra ubicada en las coordenadas 44°39′29″N 84°42′40″O / 44.65806, -84.71111. Según la Oficina del Censo de los Estados Unidos, Grayling tiene una superficie total de 5.28 km², de la cual 5.2 km² corresponden a tierra firme y (1.67%) 0.09 km² es agua.

## Demografía
Según el censo de 2010, había 1884 personas residiendo en Grayling. La densidad de población era de 356,58 hab./km². De los 1884 habitantes, Grayling estaba compuesto por el 97.19% blancos, el 0.74% eran afroamericanos, el 0.53% eran amerindios, el 0.48% eran asiáticos, el 0.05% eran isleños del Pacífico, el 0.11% eran de otras razas y el 0.9% pertenecían a dos o más razas. Del total de la población el 1.7% eran hispanos o latinos de cualquier raza.